# Élections sénatoriales de 2023 dans le Jura
Les élections sénatoriales de 2023 dans le Jura ont lieu le dimanche 24 septembre 2023, dans le cadre des élections sénatoriales françaises de 2023.
Elles ont pour but d'élire les deux sénateurs représentant le département au Sénat pour un mandat de six ans.

## Contexte départemental
Lors des élections sénatoriales française du 24 septembre 2017 dans le département du Jura, Sylvie Vermeillet (PRV) et Marie-Christine Chauvin (LR) ont été élues. Elles siègent respectivement dans les groupes parlementaires de l'Union Centriste et des Républicains. C'est la première fois qu'une femme politique jurassienne est élue au poste de sénatrice. Après l'élection de Justine Gruet comme députée de la 3ème circonscription du Jura, en juin 2022, l'ensemble des parlementaires du Jura sont des femmes (3 femmes députées, 2 femmes sénatrices).

## Sénatrices sortantes
| Sénateur | Sénateur                | Parti | Fonctions lors de l'élection en 2017                          |
| -------- | ----------------------- | ----- | ------------------------------------------------------------- |
|          | Sylvie Vermeillet       | PRV   | Conseillère départementale, conseillère municipale de Cernans |
|          | Marie-Christine Chauvin | LR    | Conseillère départementale, maire de Chaux-Champagny          |

## Présentation des candidats et des suppléants
| T/S | Candidats | Candidats                 | Parti | Principales fonctions                                                   |
| --- | --------- | ------------------------- | ----- | ----------------------------------------------------------------------- |
| T   |           | Emeric Pauvret,           | LFI   | Conseiller municipal de Damparis                                        |
| S   |           | Florence Martelet,        | LFI   |                                                                         |
|     |           |                           |       |                                                                         |
| T   |           | Véronique Asnar,          | LFI   | Conseillère municipale de Lavans-lès-Saint-Claude                       |
| S   |           | François Bonneville,      | LFI   | Conseiller municipal d'Orgelet                                          |
|     |           |                           |       |                                                                         |
| T   |           | Liliane Lucchesi          | PS    | Conseillère régionale                                                   |
| S   |           | Patrick Neilz             | PCF   | Maire de Montaigu                                                       |
|     |           |                           |       |                                                                         |
| T   |           | Jean-Daniel Maire         | DVC,  | Conseiller départemental, maire de Viry                                 |
| S   |           | Paulette Giancatarino     | DVC,  | Maire de Mont-sous-Vaudrey                                              |
|     |           |                           |       |                                                                         |
| T   |           | Sylvie Vermeillet         | PRV   | Sénatrice sortante                                                      |
| S   |           | Dominique Michaud         | DVD   | Maire de Champvans                                                      |
|     |           |                           |       |                                                                         |
| T   |           | Virginie Pate             | HOR   | Maire de Vaudrey                                                        |
| S   |           | Luc Baton                 | DVC   | Maire de Montbarrey                                                     |
|     |           |                           |       |                                                                         |
| T   |           | Gérôme Fassenet           | LR    | Conseiller départemental, maire de Louvatange                           |
| S   |           | Maryvonne Crétin-Maitenaz | DVD   | Conseillère départementale, adjointe au maire de Morbier                |
|     |           |                           |       |                                                                         |
| T   |           | Clément Pernot            | LR    | Président du conseil départemental, conseiller municipal de Champagnole |
| S   |           | Christelle Morbois        | LR    | Conseillère départementale, adjointe au maire de Poligny                |
|     |           |                           |       |                                                                         |
| T   |           | Jean-Louis Millet         | DVD   | Conseiller départemental, maire de Saint-Claude                         |
| S   |           | Catherine Chambard        | DVD   | Conseillère départementale, adjointe au maire de Saint-Claude           |
|     |           |                           |       |                                                                         |
| T   |           | Aurore Vuillemin-Plançon  | RN    | Maire de Rouffange                                                      |
| S   |           | Patrick Vouillon          | RN    |                                                                         |
|     |           |                           |       |                                                                         |

### Personnalités pressenties ayant renoncé à se présenter
- Marie-Christine Chauvin (LR), sénatrice sortante[14], soutient Clément Pernot et Gérôme Fassenet ;
- Sandrine Gauthier-Pacoud (PRV), maire de Mesnois et présidente de l'Association des maires du Jura[9] ;
- Sarah Persil (EELV), vice-présidente du Conseil régional de Bourgogne-Franche-Comté, se retire le 6 septembre 2023 sur fond d'un « agenda chargé à la Région »[15]. Elle rallie Liliane Lucchesi ;
- Jean-Marie Sermier (LR), ancien député de la troisième circonscription du Jura et président de la fédération départementale des Républicains[14], soutient Clément Pernot et Gérôme Fassenet ;
- Patrick Viverge (ND), maire de Monnières[16], soutient Sylvie Vermeillet ;

## Résultats
| Candidats                | Candidats                | Parti                    | Nuance                   | Premier tour | Premier tour | Second tour | Second tour |
| Candidats                | Candidats                | Parti                    | Nuance                   | Voix         | %            | Voix        | %           |
| ------------------------ | ------------------------ | ------------------------ | ------------------------ | ------------ | ------------ | ----------- | ----------- |
|                          | Sylvie Vermeillet        | PRV                      | DVC                      | 550          | 57,41        |             |             |
|                          | Clément Pernot           | LR                       | LR                       | 321          | 33,51        | 367         | 39,17       |
|                          | Gérôme Fassenet          | LR                       | LR                       | 235          | 24,53        | Retrait     | Retrait     |
|                          | Liliane Lucchesi         | PS                       | SOC                      | 163          | 17,01        | 158         | 16,86       |
|                          | Jean-Daniel Maire        | SE,                      | DVC                      | 132          | 13,78        | 303         | 32,34       |
|                          | Virginie Pate            | HOR                      | DVC                      | 66           | 6,89         | 45          | 4,80        |
|                          | Aurore Vuillemin-Plançon | RN                       | RN                       | 55           | 5,74         | 39          | 4,16        |
|                          | Jean-Louis Millet        | SE                       | DVD                      | 52           | 5,43         | Retrait     | Retrait     |
|                          | Véronique Asnar          | LFI                      | FI                       | 48           | 5,01         | 24          | 2,56        |
|                          | Emeric Pauvret           | LFI                      | FI                       | 44           | 4,59         | Retrait     | Retrait     |
|                          |                          |                          |                          |              |              |             |             |
| Votes valides            | Votes valides            | Votes valides            | Votes valides            | 958          | 97,85        | 937         | 96,20       |
| Votes blancs             | Votes blancs             | Votes blancs             | Votes blancs             | 13           | 1,33         | 10          | 1,03        |
| Votes nuls               | Votes nuls               | Votes nuls               | Votes nuls               | 8            | 0,82         | 27          | 2,77        |
| Total                    | Total                    | Total                    | Total                    | 998          | 100          | 998         | 100         |
| Abstention               | Abstention               | Abstention               | Abstention               | 19           | 1,90         | 24          | 2,40        |
| Inscrits / participation | Inscrits / participation | Inscrits / participation | Inscrits / participation | 998          | 98,10        | 998         | 97,60       |

## Sénateurs élus
| Sénateur | Sénateur          | Parti |
| -------- | ----------------- | ----- |
|          | Sylvie Vermeillet | PRV   |
|          | Clément Pernot    | LR    |

## Conséquences
Le 17 octobre 2023, un recours est déposé devant le Conseil constitutionnel par Jean-Daniel Maire (DVC), troisième du scrutin, à l'encontre de Clément Pernot (LR), élu avec seulement 64 voix d'avances sur le candidat sans étiquette. Clément Pernot devait initialement démissionner de la présidence du Conseil départemental le 20 octobre, mais, à la suite du recours mettant en suspension son élection comme sénateur, il n'a pas démissionné, à la surprise générale.